# Bobsleigh aux Jeux olympiques de 1998
Pour des articles plus généraux, voir Bobsleigh aux Jeux olympiques et Jeux olympiques d'hiver de 1998.
Navigation
Lillehammer 1994 Salt Lake City 2002
Les épreuves de bobsleigh aux Jeux olympiques d'hiver de 1998 se déroulent du 15 au 21 février 1998 à la Spiral, située au nord de Nagano (Japon). Le bobsleigh a toujours été programmé aux Jeux olympiques d'hiver depuis la première édition en 1924 à l'exception des Jeux olympiques d'hiver de 1960.
La piste Spiral, composée de quatorze virages sur une longueur de 1 360 mètres, accueille donc les deux épreuves. Le résultat est connu après les quatre passages de chaque bob.
En bob à 2 masculin, les duos italien Günther Huber-Antonio Tartaglia et canadien Pierre Lueders-David MacEachern se partagent le titre olympique, tandis qu'en bob à 4 le pilote Christoph Langen et ses coéquipiers Markus Zimmerman, Marco Jakobs et Olaf Hampel gagnent la médaille d'or olympique. Au tableau des nations, l'Allemagne est la nation la plus médaillée avec deux médailles.

## Podiums
| Épreuves                           | Or                                                                            | Argent                                                      | Bronze |
| ---------------------------------- | ----------------------------------------------------------------------------- | ----------------------------------------------------------- | --- |
| Bob à deux H résultats détaillés   | Italie Günther Huber Antonio Tartaglia Canada Pierre Lueders David MacEachern | -                                                           | Allemagne Christoph Langen Markus Zimmermann                                                                                          |
| Bob à quatre H résultats détaillés | Allemagne Christoph Langen Markus Zimmermann Marco Jakobs Olaf Hampel         | Suisse Marcel Rohner Markus Nüssli Markus Wasser Beat Seitz | Grande-Bretagne Sean Olsson Dean Ward Courtney Rumbolt Paul Attwood France Bruno Mingeon Emmanuel Hostache Éric le Chanony Max Robert |

## Tableau des médailles
| Rang  | Nation          | Or | Argent | Bronze | Total |
| ----- | --------------- | -- | ------ | ------ | ----- |
| 1     | Allemagne       | 1  | 0      | 1      | 2     |
| 2     | Canada          | 1  | 0      | 0      | 1     |
| 2     | Italie          | 1  | 0      | 0      | 1     |
| 4     | Suisse          | 0  | 1      | 0      | 1     |
| 5     | France          | 0  | 0      | 1      | 1     |
| 5     | Grande-Bretagne | 0  | 0      | 1      | 1     |
| Total | Total           | 3  | 1      | 3      | 7     |

## Résultats

### Bob à deux
| Rang   | Équipe                                              | Temps         |
| ------ | --------------------------------------------------- | ------------- |
| Or     | Italie I (Günther Huber et Antonio Tartaglia)       | 3 min 37 s 24 |
| Or     | Canada I (Pierre Lueders et David MacEachern)       | 3 min 37 s 24 |
| Bronze | Allemagne I (Christoph Langen et Markus Zimmermann) | 3 min 37 s 89 |
| 4      | Suisse II (Christian Reich et Cédric Grand)         | 3 min 38 s 15 |
| 5      | Lettonie I (Sandis Prūsis et Janis Elsins)          | 3 min 38 s 24 |
| 6      | Suisse I (Reto Götschi et Guido Acklin)             | 3 min 38 s 27 |
| 7      | États-Unis II (James Herberich et Robert Olesen)    | 3 min 38 s 53 |
| 8      | République tchèque II (Pavel Puskar et Jan Kobian)  | 3 min 38 s 59 |

### Bob à quatre
| Rang   | Équipe                                                                          | Temps         |
| ------ | ------------------------------------------------------------------------------- | ------------- |
| Or     | Allemagne II (Christoph Langen, Markus Zimmermann, Marco Jakobs et Olaf Hampel) | 2 min 39 s 41 |
| Argent | Suisse I (Marcel Rohner, Markus Nüssli, Markus Wasser et Beat Seitz)            | 2 min 40 s 01 |
| Bronze | Grande-Bretagne I (Sean Olsson, Dean Ward, Courtney Rumbolt et Paul Attwood)    | 2 min 40 s 06 |
| Bronze | France I (Bruno Mingeon, Emmanuel Hostache, Éric le Chanony et Max Robert)      | 2 min 40 s 06 |
| 5      | États-Unis I (Brian Shimer, Chip Minton, Randy Jones et Garreth Hines)          | 2 min 40 s 08 |
| 6      | Lettonie I (Sandis Prūsis, Egils Bojars, Jānis Ozols et Janis Elsins)           | 2 min 40 s 26 |
| 7      | Suisse II (Christian Reich, Steve Anderhub Thomas Handschin et Cédric Grand)    | 2 min 40 s 28 |
| 8      | Allemagne I (Harald Czudaj, Torsten Voss, Steffen Görmer et Alexander Szelig)   | 2 min 40 s 32 |